# آدم سايمور
آدم سايمور (7 ديسمبر 1967 في المملكة المتحدة - ) (بالإنجليزية: Adam Seymour)‏ هو لاعب كريكت نيوزلندي. شارك مع منتخب إنجلترا للكريكت.

## وصلات خارجية
- آدم سايمور على موقع إي آس بي آن كريك إنفو (الإنجليزية)